# 무사 코네
무사 사이브 코네(프랑스어: Moussa Saib Koné, 1990년 2월 12일 ~ )는 현재 카자흐스탄 프리미어리그의 클럽 FC 키질자르에서 미드필더로 뛰는 코트디부아르의 축구 선수다.

## 수상

### 클럽
페스카라
세리에 B: 2011–12